# Tone Čokan
Tone Čokan, slovenski pesnik, prevajalec, * 23. december 1916, Loke pri Mozirju, † junij 1942, neznano kje na Dolenjskem.

## Življenje

### Šolanje
Čokan je odraščal v napredni in narodnozavedni kmečki družini. Imel je dva brata in štiri sestre. Osnovno šolo je obiskoval v samostanu Nazarje. 1928 se je vpisal na realno gimnazijo v Celju. Ker je bil odličen dijak, je bil oproščen male mature. Zaradi finančnih težav je moral v naslednjem letu šolanje opustiti. Iz hude krize so mu pomagali frančiškani iz Nazarij. Tako je lahko nadaljeval šolanje na klasični gimnaziji v Mariboru, kjer je 1936 maturiral. Po maturi se je vpisal na pravno fakulteto ljubljanske univerze. Po enem letu je pravo opustil in se prepisal na medicino. Spomladi 1941 je absolviral, a zaradi vojne in prezgodnje smrti nikoli končal. Čokan je med vrstniki veljal za samotarja, nemirnega človeka, ki se je malo pojavljal v družbi.

### NOB
Kot študent medicine se je pridružil katoliškemu akademskemu društvu Zarja. Že pred vojno se je preko Jožeta Javorška povezal s Kocbekom. Med vojno je v odporniškem gibanju pomagal pri tiskanju propagandnega gradiva. Franček Majcen ga je nagovoril za odhod v partizane na Dolenjsko. Postal je borec v Dolenjski četi. 
Po italijanski ofenzivi se je zatekel v Jegličev dom v Ljubljani ter nadaljeval z ilegalnim delom. Skupaj s Francem Jezo je skušal rešiti zapornike iz ljubljanske bolnišnice, toda ni uspel, Jezo so celo zajeli. Čokanu se je uspelo izogniti aretaciji ob raciji v Jegličevem domu 25. februarja 1942, ko sta bila aretirana pesnika Dušan Ludvik in Jože Udovič. Nato je z Ivanom Klaričem in Janezom Tomincem ponovno odšel na Dolenjsko med partizane. Vsi trije naj bi padli sredi leta 1942.
Izginotje mladega medicinca, ki se je prostovoljno vključil v narodni odpor, je pri skupini krščanskih socialistov v okviru OF vzbudilo veliko razburjenje. Zaradi govoric, da so ga ustrelili partizani, je vodstvo krščanske skupine OF zahtevalo, da  raziščejo Čokanovo izginotje. Če Čokana niso ustrelili partizani, pa želijo pojasnila, od kod in zakaj so se razširile takšne vesti, saj so  škodovale ugledu partizanskega gibanja. Neposrednega odgovora ni. Verjetno je bil Čokan proti koncu junija med prvimi žrtvami  partijskih čist v OF. Jože Javoršek v zvezi z njegovo smrtjo omenja »partizanskega vojvodo« Marijana Dermastio - Urbana. Njegov grob je neznan.
Po vojni so Čokanovo ime vklesali med padle študente na plošči v avli Univerze in tudi na ploščo sanatorija Emona, kamor so uvrstili imena padlih zdravnikov in medicincev, ne pojavi pa se med padlimi književniki. Domači v Mozirju niso dovolili vpisati njegovega imena na spomenik padlih partizanov, dokler se ne pojasnijo okoliščine njegove smrti. Spominsko ploščo ima na rojstni hiši v Lokah pri Mozirju.

## Delo
Največ je objavljal v Domu in svetu in Mladiki. Kot literarni kritik je npr. v Domu in svetu označil Prežihovo Požganico za tendenčno pisanje, čeprav boljše od Pregljevega. Večina Čokanove literarne zapuščine je bila izgubljena ali uničena.

### Prevajalstvo
Zanimal se je za moderno francosko katoliško literaturo in v izvirnikih prebiral aktualne francoske avtorje. Za francosko umetnost se je navdušil med obiskom v Parizu in z dopisovanjem s književnikom Paulom Claudelom. Prevedel je odlomek iz pesnitve Les Georgiques chretiennes Francisa Jammesa (Dom in svet 1939), Claudelov Psalm 49 (Mladika 1941) in Procesni obrednik v pozdrav novemu stoletju (Dom in svet 1941).
V Debeljakovi zapuščini sta se ohranila prevoda: Leon Cathlin, Vstajenje potopljencev na koncu časov in Gonzaguet de Reynould, Molitev k sveti Devici v teh težkih dneh (Iz zbirke Theotokos, la Mere de Dieu dans la pensée, l' art et la vie). 
Najbolj  ga je pritegnil španski dramatik Lope de Vega. V Slovenčevem koledarju za leto 1941 je natisnil prevod pesmi Marijina uspavanka. Rokopisni prevod celotne drame Modra norica je ohranil Čokanov prijatelj in slikar Božidar Jakac, ki je avtorja tudi dvakrat portretiral.

## Kritika in literarna zgodovina o Tonetu Čokanu
Tine Debeljak je leta 1938 o njegovih pesmih zapisal, da so »slabokrvne«. Kolaborantski Slovenec 22. sept. 1942 ironično omenja Čokana kot pripadnika »partizanske gospode«. Po vojni je bilo ime pisatelja prvič omenjeno v Zgodovini slovenskega slovstva VII Viktorja Smoleja (Slovenska matica, 1971, 33). Tu izvemo, da je umrl nekje na Dolenjskem, da je pisal izvirne pesmi, prevajal Claudela, pisal ocene o slovenskih, nemških in francoskih novostih in prevodih. 
Nekaj njegovih del je bilo objavljenih v zborniku Jutro pozabljenih (1991, 72—93). Njegovo ime je bilo uvrščeno v leksikon Slovenska književnost (Cankarjeva založba, 1996). Šele zadnja odkritja Čokanovih besedil v literarni zapuščini Tineta Debeljaka, urednika Doma in sveta (Arhiv Slovenije, Priv. A VIII) omogočajo jasnejši pogled na njegovo skromno zapuščino.